# Villa Wagner II

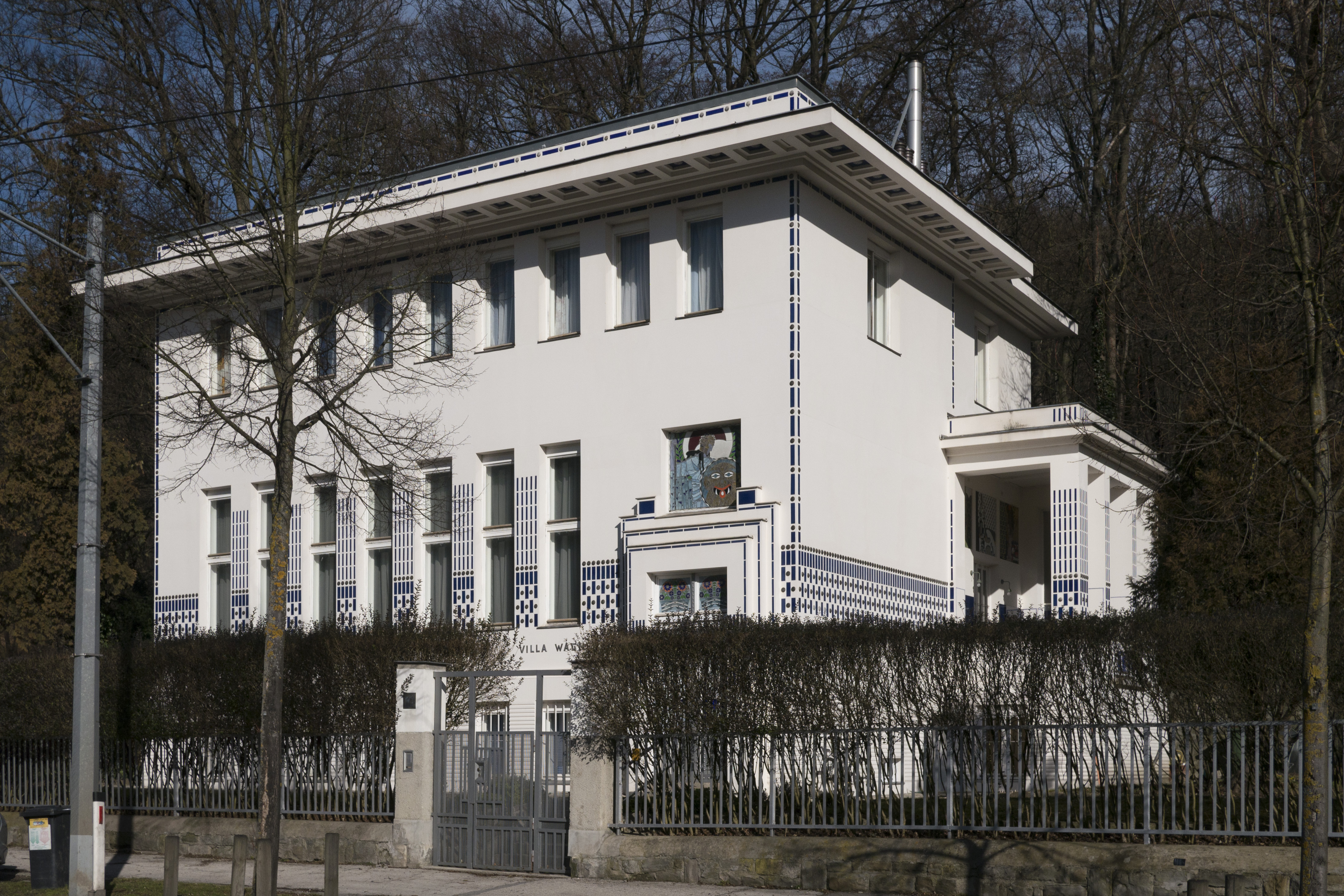
Otto Wagners zweite Villa in Hütteldorf

Die Villa Wagner II ist ein 1912/13 nach Plänen von Otto Wagner errichtetes Villengebäude an der Hüttelbergstraße 28 im Bezirksteil Hütteldorf des 14. Wiener Gemeindebezirks, Penzing.

## Geschichte

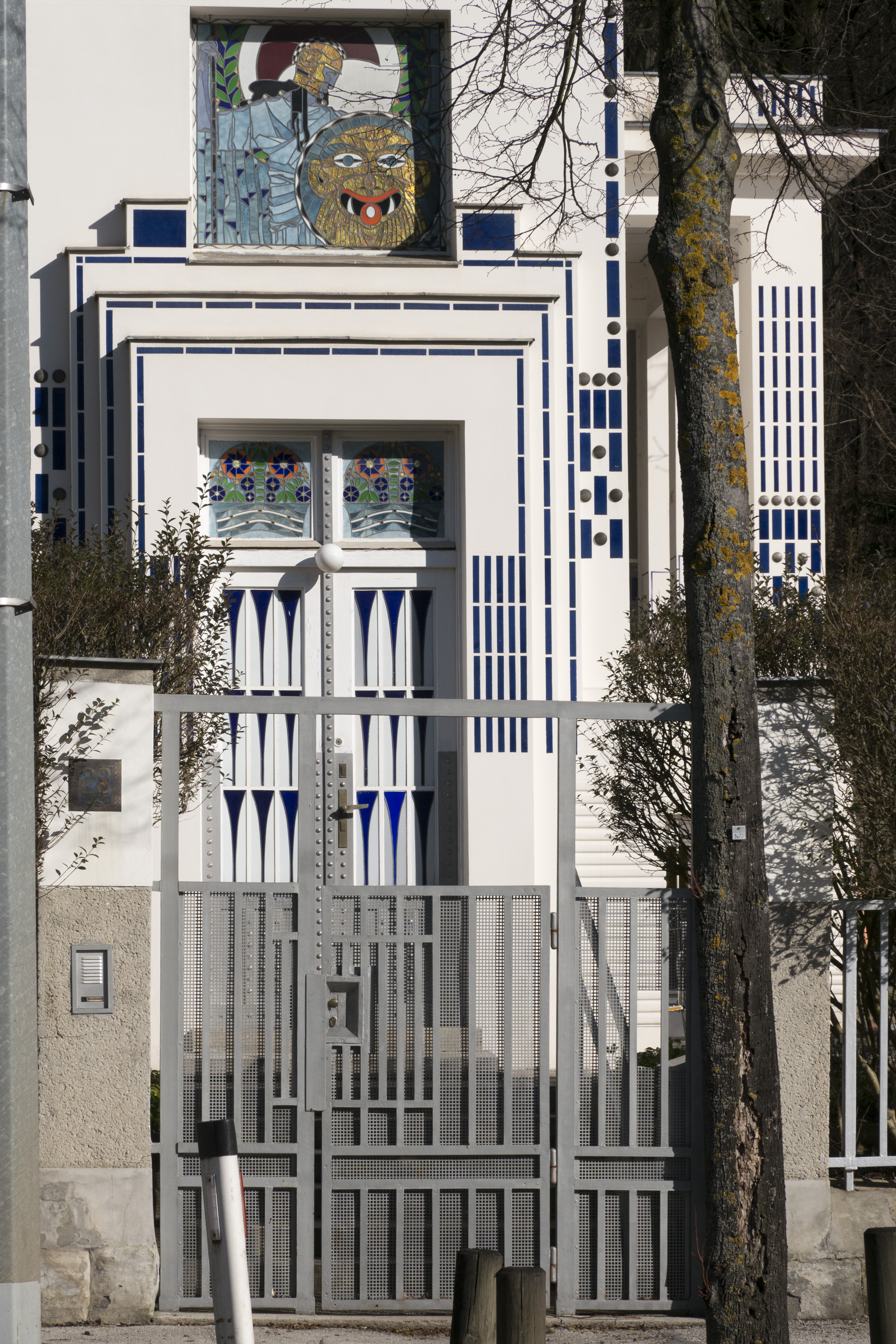
Eingangsportal mit Mosaik von Kolo Moser

Nachdem Otto Wagner 1911 seine erste Villa (Villa Wagner I) in Hütteldorf an den Varieté-Unternehmer Ben Tieber verkauft hatte, ließ er ab 1912 auf dem Nachbargrundstück  eine kleinere Villa in Stahlbetonbauweise errichten. Die kaum veränderten Vorentwürfe dafür stammten bereits aus dem Jahr 1905. Das 1913 fertiggestellte Gebäude war als Witwensitz für seine fast 20 Jahre jüngere Frau gedacht, diese starb jedoch 1915. Das Haus gilt als letzter Wohnsitz des Architekten. Er starb im April 1918 aber nicht hier, sondern in seiner Stadtwohnung in der Döblergasse im 7. Bezirk.

## Gestaltung
Konträr zu seiner ersten, historistische Elemente aufweisenden Villa ist seine zweite Villa dem Secessionismus zuordenbar, der in Wien zum Jugendstil gerechnet wird, obwohl sich seine oft strenge Geometrie stark von dem mit floralen Elementen arbeitenden Art Nouveau unterscheidet. Als spätsecessionistisches Bauwerk mit kubischen Elementen und asymmetrischer Fassade verfügt die Villa straßenseitig über eine dichte Anordnung schmaler und hoher Fenster. Ein Glasmosaik über dem Eingangsportal, das eine Szene aus der griechischen Mythologie darstellt, wurde von Koloman Moser entworfen und von Leopold Forstners Wiener Mosaikwerkstätte ausgeführt. Weitere gestalterische Elemente sind blaue Fassadenornamente und ein Flachdach mit weit auskragendem Gesims. Ein drei Meter hoher Speisezimmerkasten für Gläser, der zur ursprünglichen Inneneinrichtung zählte, befindet sich heute in der Sammlung des Museums für angewandte Kunst in Wien.